# 아스파르트산 아미노기전이효소
아스파르트산 아미노기전이효소(영어: aspartate aminotransferase, AST, ASAT) (EC 2.6.1.1)는 1954년에 아서 카멘(Arthur Karmen)과 그 동료들이 처음으로 기술한 피리독살 인산(PLP) 의존성 아미노기전이효소이다. 아스파르트산 아미노트랜스퍼레이스, 아스파르트산 트랜스아미네이스(영어: aspartate transaminase, AST), 글루탐산-옥살로아세트산 아미노기전이효소(영어: glutamate-oxaloacetate transaminase, GOT), 혈청 글루탐산-옥살로아세트산 아미노기전이효소(영어: serum glutamate-oxaloacetate transaminase, SGOT)라고도 한다. 아스파르트산 아미노기전이효소는 아스파르트산과 글루탐산 사이에서 α-아미노기의 가역적인 전이를 촉매하며, 아미노산 대사에서 중요한 효소이다. 아스파르트산 아미노기전이효소는 간, 심장, 골격근, 콩팥, 뇌, 적혈구 및 쓸개(담낭)에서 발견된다. 혈청 AST 수치 혈청 ALT(알라닌 아미노기전이효소) 수치 및 이들의 비(AST/ALT 비)는 임상적으로 간 건강을 확인하기 위한 바이오마커로 일반적으로 측정된다. 이 검사는 혈액 검사의 일부이다.
순환계에서 AST의 반감기는 대략 17시간이며, 미토콘드리아 AST의 경우 평균 87시간이다. 아스파르트산 아미노기전이효소는 간의 동양혈관 내피세포에 의해 제거된다.

## 기능
아스파르트산 아미노기전이효소는 L-아스파르트산에서 α-케토글루타르산으로의 아미노기의 전이를 촉매하며, 이러한 가역적 아미노기 전이 반응의 산물은 옥살로아세트산과 L-글루탐산이다.
L-아스파르트산 + α-케토글루타르산  ⇄  옥살로아세트산 + L-글루탐산
|  |

아스파르트산 아미노기전이효소는 원형 아미노기전이효소로서 아스파르트산 또는 글루탐산으로부터 상응하는 케토산으로 아미노기를 전이하기 위한 보조 인자로 피리독살 인산(비타민 B6)에 의존한다. 이 과정에서 보조 인자인 피리독살 인산은 피리독살 인산과(PLP)과 피리독사민 인산(PMP) 형태 사이를 왕복한다. 아스파르트산 아미노기전이효소에 의해 촉매되는 아미노기 전이반응은 아미노산 분해와 아미노산 생합성 모두에서 중요하다. 아미노산 분해에서 α-케토글루타르산이 글루탐산으로 전환된 후 글루탐산은 후속적으로 산화적 탈아미노화를 거쳐 암모늄 이온을 형성하고, 암모늄 이온은 요소로 합성된 후 배설된다. 역반응에서 아스파르트산은 시트르산 회로의 핵심적인 대사 중간생성물인 옥살로아세트산으로부터 합성될 수 있다.

## 동질효소
두 가지 동질효소가 다양한 진핵생물에 존재한다. 사람의 경우는 다음과 같다.
- GOT1/cAST – 세포질 동질효소로 주로 적혈구와 심장에서 유래한다.
- GOT2/mAST – 미토콘드리아 동질효소는 주로 간에 존재한다.

이들 동질효소는 유전자 복제를 통해 공통 조상의 아스파르트산 아미노기전이효소(AST)로부터 진화해 온 것으로 생각되며, 약 45%의 서열 상동성을 공유한다.
아스파르트산 아미노기전이효소는 또한 대장균, 할로페락스 메디테라네이(Haloferax mediterranei), 및 테르무스 테르모필루스(Thermus thermophilus)를 포함한 많은 미생물에서 발견되었다. 대장균에서 아스파르트산 아미노기전이효소는 aspC 유전자에 의해 암호화되며 방향족 아미노산 아미노기전이효소 (EC 2.6.1.57)의 활성을 가지는 것으로 나타났다.

## 구조

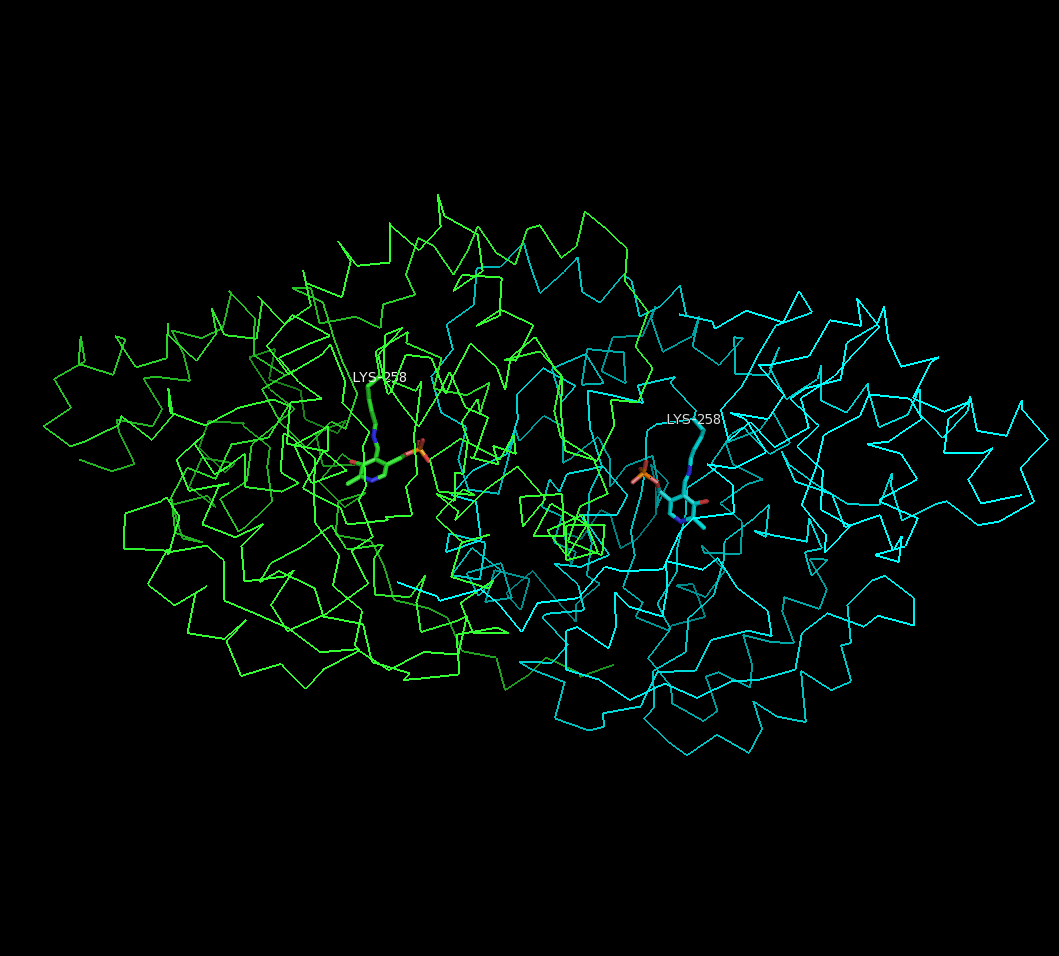
닭의 심장 미토콘드리아에 존재하는 아스파르트산 아미노기전이효소의 구조

X선 결정학 연구는 닭의 미토콘드리아, 돼지 심장의 세포질, 및 대장균을 포함한 다양한 출처의 아스파르트산 아미노기전이효소의 구조를 결정하기 위해 수행되었다. 전반적으로 모든 종의 3차원 폴리펩타이드 구조는 매우 유사하다. 아스파르트산 아미노기전이효소(AST)는 각각 약 400개의 아미노산 잔기와 약 45 kD의 분자량을 갖는 두 개의 동일한 소단위체로 구성된 이량체이다. 각각의 소단위체는 크고 작은 도메인과 N-말단 잔기 3-14로 구성된 세 번째 도메인으로 구성된다. 이들 소수의 잔기는 이량체의 두 소단위체를 연결하고 안정화시키는 가닥을 형성한다. 잔기 48-325를 포함하는 큰 도메인은 Lys258의 ε-아미노기에 대한 알디민 연결을 통해 보조 인자인 피리독살 인산(PLP)과 결합한다. 이 도메인의 다른 잔기(Asp222 및 Tyr225)도 수소 결합을 통해 피리독살 인산과 상호작용한다. 작은 도메인은 잔기 15-47 및 잔기 326-410으로 구성되며 기질과 결합시 "열린" 입체형태에서 "닫힌" 입체형태로 효소를 전환시키는 유연한 영역을 나타낸다.
두 개의 독립적인 활성 부위는 두 도메인 사이의 인터페이스 근처에 위치한다. 각 활성 부위 내에서 몇 개의 아르지닌 잔기가 다이카복실산 기질에 대한 효소의 기질 특이성을 담당한다. Arg386은 기질의 근위 (α-)카복실기와 상호작용을 하는 반면, Arg292는 원위 (곁사슬) 카복실기와 복합체를 형성한다.
2차 구조의 측면에서 아스파르트산 아미노기전이효소는 α 및 β 요소들을 모두 포함한다. 각 도메인에는 양쪽에 α 나선이 포장된 β-가닥의 중앙 시트가 있다.

## 메커니즘
아스파르트산 아미노기전이효소는 모든 아미노기전이효소와 마찬가지로 이중 기질 인식을 통해 작동한다. 즉, 곁사슬이 다른 두 개의 아미노산(Asp 및 Glu)을 인식하고 선택적으로 결합할 수 있다. 두 경우 모두, 아미노기전이효소 반응은 핑퐁 메커니즘을 구성하는 두 개의 유사한 반쪽 반응으로 구성된다. 첫 번째 반쪽 반응에서 아미노산 1(L-아스파르트산)은 효소-PLP 복합체와 반응하여 케토산 1(옥살로아세트산)과 변형된 효소-PMP를 생성한다. 두 번째 반쪽 반응에서 케토산 2(α-케토글루타르산)은 효소-PMP와 반응하여 아미노산 2(L-글루탐산)을 생성하고 이 과정에서 원래의 효소-PLP를 재생한다. 라세미 생성물(D-글루탐산)의 생성은 매우 드물다.
효소-PLP + 아스파르트산  ⇄  효소-PMP + 옥살로아세트산
위 반응의 반쪽 반응에 대한 구체적인 단계는 다음의 그림과 같다. 다른 반쪽 반응(그림에 나타내지 않음)은 기질로서 α-케토글루타르산을 사용하여 반대 방식으로 진행된다.
|  |

1. 내부 알디민 생성: 먼저 Lys258의 ε-아미노기가 알데하이드 탄소와 시프 염기 결합을 형성하여 내부 알디민을 생성한다.
2. 트랜스알디민화: 내부 알디민은 Lys258의 ε-아미노기가 아스파르트산의 아미노기로 대체될 때 외부 알디민이 된다. 이러한 트랜스알디민화 반응은 아스파르트산(Asp)의 탈양성자화된 아미노기에 의한 친핵성 공격을 통해 일어나고 사면체의 대사 중간생성물을 통해 진행된다. 이때 Asp의 카복실기는 효소의 Arg386 및 Arg292 잔기의 구아니디늄기에 의해 안정화된다.
3. 퀴노노이드 생성: 그런 다음 Asp의 α-탄소에 부착된 수소가 추출되어(Lys258은 양성자 수용체로 생각됨) 퀴노노이드 중간생성물을 생성한다.
4. 케티민 생성: 퀴노노이드는 재양성자와되며 알데하이드 탄소에서 케티민 중간생성물을 생성한다.
5. 케티민 가수분해: 마지막으로 케티민은 가수분해되어 PMP와 옥살로아세트산을 생성한다.

이러한 메커니즘에는 여러 부분에 속도 결정 단계가 있는 것으로 생각된다. 그러나 기질 결합 단계(트랜스알디민화)가 촉매 반응을 진행시키는 것으로 나타났다.

## 임상적 중요성
아스파르트산 아미노기전이효소(AST)는 간의 실질 세포와 관련되어 있다는 점에서 알라닌 아미노기전이효소(ALT)와 유사하다. 차이점은 알라닌 아미노기전이효소(ALT)는 주로 간에서 발견되며, 임상적으로 무시할 수 있는 양이 콩팥, 심장, 골격근에서 발견되는 반면 아스파르트산 아미노기전이효소(AST)는 간, 심장(심장근), 골격근, 콩팥, 뇌, 적혈구에서 발견된다는 것이다. 결과적으로 심근 경색, 급성 췌장염, 급성 용혈성 빈혈, 심한 화상, 급성 신장 질환, 근골격 질환, 외상과 같은 다른 기관에 영향을 미치는 질병에서도 아스파르트산 아미노기전이효소의 수치가 상승할 수 있기 때문에, 알라닌 아미노기전이효소(ALT)는 아스파르트산 아미노기전이효소(AST)보다 간염에 대한 보다 더 구체적인 지표이다.
아스파르트산 아미노기전이효소는 1954년에 급성 심근 경색 진단을 위한 생화학적 표지자로 정의되었다. 그러나 이러한 진단을 위한 아스파르트산 아미노기전이효소의 사용은 이제 불필요하며, 심장 트로포닌의 사용으로 대체되었다.
검사 결과는 항상 검사를 수행한 실험실의 기준치를 사용하여 해석해야 한다. 기준치 범위의 예는 다음과 같다.
| 환자 유형 | 기준치    |
| --------- | --------- |
| 남성      | 8–40 IU/L |
| 여성      | 6–34 IU/L |

## 같이 보기
- 알라닌 아미노기전이효소 (ALT)
- 아미노기전이효소
- AST/ALT 비

## 더 읽을거리
- Jansonius JN, Vincent (1987). 〈Structural basis for catalysis by aspartate aminotransferase〉.   Jurnak FA, McPherson A. 《Biological Macromolecules and Assemblies》 3. New York: Wiley. 187–285쪽. ISBN 978-0-471-85142-4.
- Kuramitsu S, Okuno S, Ogawa T, Ogawa H, Kagamiyama H (April 1985). “Aspartate aminotransferase of Escherichia coli: nucleotide sequence of the aspC gene”. 《Journal of Biochemistry》 97 (4): 1259–1262. doi:10.1093/oxfordjournals.jbchem.a135173. PMID 3897210.
- Kondo K, Wakabayashi S, Yagi T, Kagamiyama H (July 1984). “The complete amino acid sequence of aspartate aminotransferase from Escherichia coli: sequence comparison with pig isoenzymes”. 《Biochemical and Biophysical Research Communications》 122 (1): 62–67. doi:10.1016/0006-291X(84)90439-X. PMID 6378205.
- Inoue K, Kuramitsu S, Okamoto A, Hirotsu K, Higuchi T, Kagamiyama H (August 1991). “Site-directed mutagenesis of Escherichia coli aspartate aminotransferase: role of Tyr70 in the catalytic processes”. 《Biochemistry》 30 (31): 7796–7801. doi:10.1021/bi00245a019. PMID 1868057.